# ماري مابز دودج
ماري إليزابيث مابز دودج (بالإنجليزية: Mary Elizabeth Mapes Dodge) (26 يناير 1831 - 21 أغسطس 1905). كاتبة أمريكية. كتبت سنة 1865 كتاب أطفال شهيراً عن هولندا عنوانه هانز برينكر أو الزلاجات الفضية. وقد ظهر الكتاب في 100 طبعة على مدى 30 عامًا. وتُرجم إلى ست لغات وأضحت دودج رائدة في أدب الشباب. ثم اختيرت محررة للمجلة الأمريكية القديس نيقولا عندما صدرت عام 1873، وأقنعت كبار الكتاب بالإسهام فيها.
ولدت دودج في مدينة نيويورك، وشبَّت في منزل كان مركزًا للجماعات الأدبية، حيث كان كل من وليم كوين بريانت وهوراس جريله، كثيري التردد على ذلك المنزل. توفي زوجها عندما كان عمرها 27 عامًا، وترك لها طفلين صغيرين، ومن ثم عادت إلى منزل والدها في نيوأرك، بنيوجيرسي، لتعول طفليها.

## روابط خارجية
- ماري مابز دودج على موقع IMDb (الإنجليزية)
- ماري مابز دودج على موقع الموسوعة البريطانية (الإنجليزية)
- ماري مابز دودج على موقع إن إن دي بي (الإنجليزية)